# Cincinnati Bengals
I Cincinnati Bengals sono una squadra professionistica di football americano della NFL con sede a Cincinnati nell'Ohio. Competono nella North Division della American Football Conference. 
Fondati nel 1968 da Paul Brown hanno avuto il periodo di maggior successo della loro storia negli anni ottanta in cui raggiunsero due Super Bowl. Dopo periodi molto bui negli anni novanta e duemila, la franchigia è tornata ad assumere rilevanza negli anni recenti. I Bengals sono allenati da Zac Taylor e disputano le loro gare casalinghe al Paycor Stadium. I loro colori sono l'arancione e il nero e hanno rivalità di rilievo con Baltimore Ravens, Pittsburgh Steelers e Cleveland Browns. 
Al 2024, secondo la rivista Forbes, il valore dei Bengals è di circa 4,1 miliardi di dollari, trentaduesimi e ultimi tra le franchigie della NFL.

## Storia
I Cincinnati Bengals nascono nel 1966, per volere di Paul Brown, grande coach e personaggio importantissimo per lo sviluppo della NFL, con lo scopo di dare allo Stato dell'Ohio una seconda franchigia che andasse ad affiancare i Cleveland Browns. Dopo due anni trascorsi nel Nippert Stadium i Bengals si spostano nel Riverfront Stadium, dove restano per 29 anni.

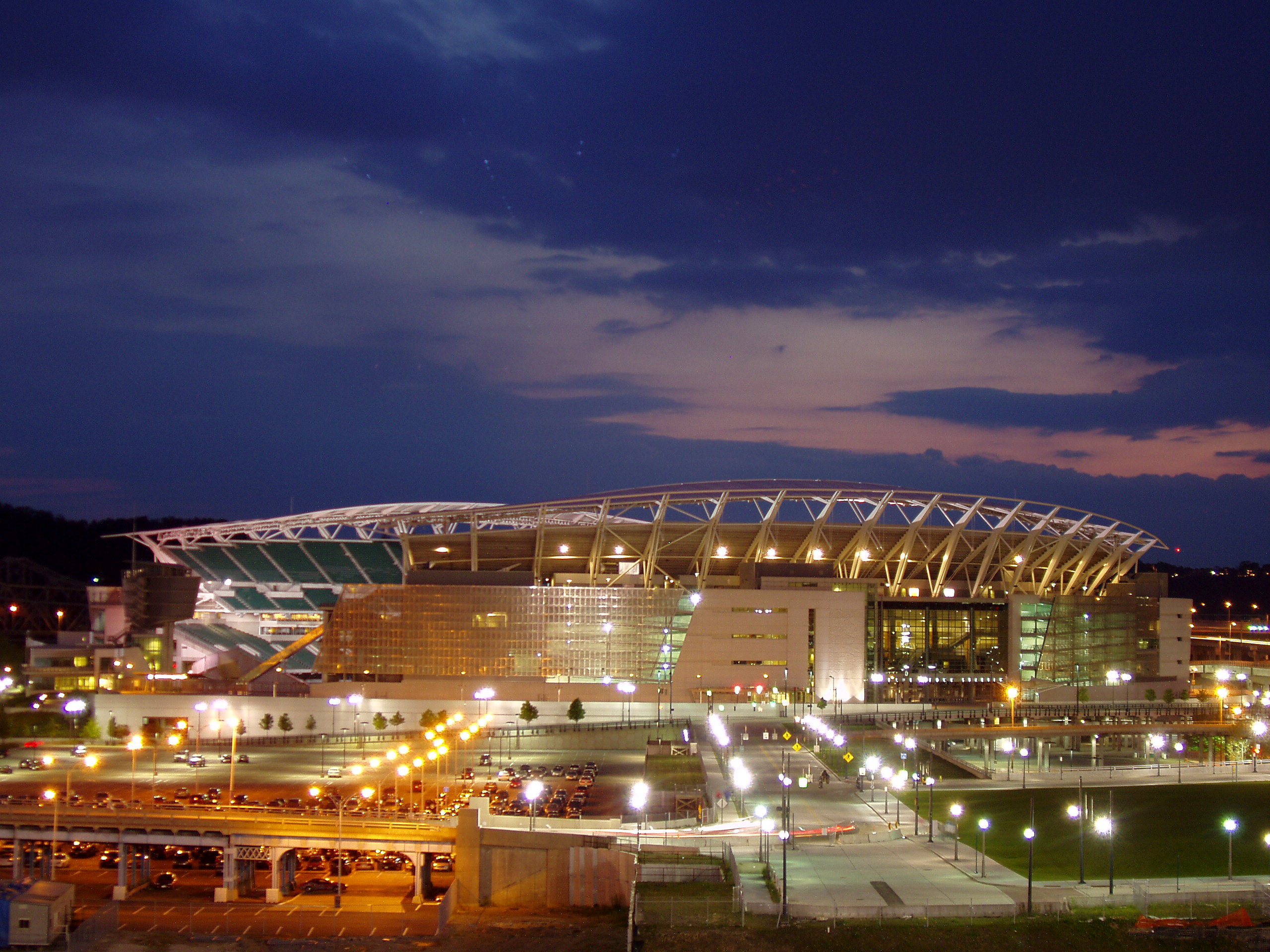
Il Paul Brown Stadium.

Negli anni ‘80 la franchigia di Cincinnati vede arrivare i suoi migliori successi, grazie alle due partecipazioni al Super Bowl, nel 1982 e nel 1988, perse, però, entrambe contro i San Francisco 49ers. Giocatori rappresentativi di quegli anni furono i quarterback Ken Anderson e Boomer Esiason e l'offensive tackle Anthony Muñoz.
Dopo la morte di Paul Brown avvenuta nel 1990, la squadra passa nelle mani del figlio, Mike Brown, ed è proprio sotto la direzione di quest'ultimo che si registra il periodo peggiore nella storia dei Bengals: 14 anni consecutivi senza una stagione con un bilancio positivo. Il cambiamento arriva quando, nel 2003, Mike Brown assume Marvin Lewis come coach, il quale porta la squadra ai playoff, nel 2005, dopo quindici anni, grazie anche alle giocate del quarterback Carson Palmer. Nel frattempo, nel 2000, viene costruito il Paul Brown Stadium intitolato al fondatore della franchigia.
Nel 2010 la squadra termina con un record di 4-12 ma grazie alle scelte nel Draft di giocatori come A.J. Green e il quarterback Andy Dalton, si risolleva centrando i playoff in tutte le cinque stagioni successive, un fatto senza precedenti per la franchigia, venendo però sempre eliminata al primo turno.

## Apparizioni al Super Bowl
| Anno                     | Allenatore               | Super Bowl               | Città                    | Avversario               | Punteggio | Record |
| ------------------------ | ------------------------ | ------------------------ | ------------------------ | ------------------------ | --------- | ------ |
| 1981                     | Forrest Gregg            | XVI                      | Pontiac                  | San Francisco 49ers      | S 21-26   | 14-5   |
| 1988                     | Sam Wyche                | XXIII                    | Miami                    | San Francisco 49ers      | S 16-20   | 14-5   |
| 2021                     | Zac Taylor               | LVI                      | Inglewood                | Los Angeles Rams         | S 20-23   | 10-7   |
| Totale Super Bowl vinti: | Totale Super Bowl vinti: | Totale Super Bowl vinti: | Totale Super Bowl vinti: | Totale Super Bowl vinti: | 0         | 0      |

## Stagione per stagione
La seguente è la lista delle ultime dieci stagioni dei Bengals.
| Cronistoria dei Cincinnati Bengals | Cronistoria dei Cincinnati Bengals | Cronistoria dei Cincinnati Bengals | Cronistoria dei Cincinnati Bengals | Cronistoria dei Cincinnati Bengals | Cronistoria dei Cincinnati Bengals | Cronistoria dei Cincinnati Bengals | Cronistoria dei Cincinnati Bengals | Cronistoria dei Cincinnati Bengals | Cronistoria dei Cincinnati Bengals | Cronistoria dei Cincinnati Bengals |
| Stagione di lega                   | Stagione di squadra                | Lega                               | Conference                         | Division                           | Stagione regolare                  | Stagione regolare                  | Stagione regolare                  | Stagione regolare                  | Play-off | Premi individuali                  |
| Stagione di lega                   | Stagione di squadra                | Lega                               | Conference                         | Division                           | Pos.                               | V                                  | S                                  | P                                  | Play-off | Premi individuali                  |
| ---------------------------------- | ---------------------------------- | ---------------------------------- | ---------------------------------- | ---------------------------------- | ---------------------------------- | ---------------------------------- | ---------------------------------- | ---------------------------------- | --- | ---------------------------------- |
| 2010                               | 2010                               | NFL                                | AFC                                | North                              | 4                                  | 4                                  | 12                                 | 0                                  | non disputati |                                    |
| 2011                               | 2011                               | NFL                                | AFC                                | North                              | 3                                  | 9                                  | 7                                  | 0                                  | S Wild Card Game contro gli Houston Texans (10-31) |                                    |
| 2012                               | 2012                               | NFL                                | AFC                                | North                              | 2                                  | 10                                 | 6                                  | 0                                  | S Wild Card Game contro gli Houston Texans (13-19) |                                    |
| 2013                               | 2013                               | NFL                                | AFC                                | North                              | 1                                  | 11                                 | 5                                  | 0                                  | S Wild Card Game contro i San Diego Chargers (27-10) |                                    |
| 2014                               | 2014                               | NFL                                | AFC                                | North                              | 2                                  | 10                                 | 5                                  | 1                                  | S Wild Card Game contro gli Indianapolis Colts (26-10) |                                    |
| 2015                               | 2015                               | NFL                                | AFC                                | North                              | 1                                  | 12                                 | 4                                  | 0                                  | S Wild Card Game contro i Pittsburgh Steelers (18-16) |                                    |
| 2016                               | 2016                               | NFL                                | AFC                                | North                              | 3                                  | 6                                  | 9                                  | 1                                  | non disputati |                                    |
| 2017                               | 2017                               | NFL                                | AFC                                | North                              | 3                                  | 7                                  | 9                                  | 0                                  | non disputati |                                    |
| 2018                               | 2018                               | NFL                                | AFC                                | North                              | 4                                  | 6                                  | 10                                 | 0                                  | non disputati |                                    |
| 2019                               | 2019                               | NFL                                | AFC                                | North                              | 4                                  | 2                                  | 14                                 | 0                                  | non disputati |                                    |
| 2020                               | 2020                               | NFL                                | AFC                                | North                              | 4                                  | 4                                  | 11                                 | 1                                  | non disputati |                                    |
| 2021                               | 2021                               | NFL                                | AFC                                | North                              | 1                                  | 10                                 | 7                                  | 0                                  | V Wild Card Game contro i Las Vegas Raiders (26–19) V Divisional playoff contro i Tennessee Titans (19–16) V AFC Championship contro i Kansas City Chiefs (27–24) S Super Bowl LVI contro i Los Angeles Rams (20-23) |                                    |

Legenda
- Vittoria nel Super Bowl (dal 1966)
- Vittoria nella lega (1920-1969)
- Vittoria nella Conference

- Vittoria nella Division
- Qualificazione al Wild Card Game (dal 1978)
- V = Vittorie

- S = Sconfitte
- P = Pareggi
- T = Posizione a pari merito

## Giocatori importanti

### Membri della Pro Football Hall of Fame
Fino alla classe 2014, tre giocatori e un membro dello staff sono stati inseriti nella Pro Football Hall of Fame.
| Hall of Famer dei Cincinnati Bengals |    |                        |                |
| Anno                                 | N. | Ruolo                  | Nome           |
| 1967                                 | -- | All. e cofondatore     | Paul Brown     |
| 1996                                 | 18 | WR                     | Charlie Joiner |
| 1998                                 | 78 | OT                     | Anthony Muñoz  |
| 2010                                 | 44 | Coord. dif., All. e DB | Dick LeBeau    |

### Numeri ritirati
| Numeri ritirati dai Cincinnati Bengals |                                    |       |          |
| N°                                     | Giocatore                          | Ruolo | Stagioni |
| 54                                     | Bob Johnson (n. ritirato nel 1978) | C     | 1968–79  |

### Premi individuali
| MVP della NFL |                |       |
| Anno          | Giocatore      | Ruolo |
| 1981          | Ken Anderson   | QB    |
| 1988          | Boomer Esiason | QB    |

| Comeback Player of the Year |            |       |
| Anno                        | Giocatore  | Ruolo |
| 2021                        | Joe Burrow | QB    |
| 2024                        | Joe Burrow | QB    |

| Rookie offensivo dell'anno |               |       |
| Anno                       | Giocatore     | Ruolo |
| 1985                       | Eddie Brown   | WR    |
| 1992                       | Carl Pickens  | WR    |
| 2021                       | Ja'Marr Chase | WR    |

| MVP del Pro Bowl |               |       |
| Anno             | Giocatore     | Ruolo |
| 2006             | Carson Palmer | QB    |

### Record di franchigia
Carriera
| Record in carriera |              |        |
| Categoria          | Giocatore    | Numero |
| Yard passate       | Ken Anderson | 32.838 |
| TD passati         | Andy Dalton  | 198    |
| Yard ricevute      | Chad Johnson | 10.783 |
| TD su ric.         | Chad Johnson | 66     |
| Yard corse         | Corey Dillon | 8.061  |
| TD su corsa        | Pete Johnson | 64     |

Stagionali
| Record stagionali |               |        |      |
| Categoria         | Giocatore     | Numero | Anno |
| Yard passate      | Joe Burrow    | 4.641  | 2024 |
| TD passati        | Joe Burrow    | 42     | 2024 |
| Yard ricevute     | Ja'Marr Chase | 1.612  | 2024 |
| TD su ric.        | Carl Pickens  | 17     | 1995 |
| Yard corse        | Rudi Johnson  | 1.458  | 2005 |
| TD su corsa       | Ickey Woods   | 17     | 1988 |

## La squadra
| Roster dei Cincinnati Bengals |
| --- |
| Quarterback - 6 Jake Browning - 9 Joe Burrow Running Back - 30 Chase Brown - 34 Khalil Herbert - 36 Kendall Milton - 32 Trayveon Williams Wide Receiver - 81 Jermaine Burton - 1 Ja'Marr Chase - 5 Tee Higgins - 80 Andrei Iosivas - 16 Trenton Irwin - 15 Charlie Jones - -- Isaiah Williams Tight End - 88 Mike Gesicki - 87 Tanner Hudson - 84 Tanner McLachlan - 89 Drew Sample Offensive Linemen - 75 Orlando Brown Jr. T - 65 Alex Cappa G - 61 Cody Ford G - 64 Ted Karras C - 62 Matt Lee C - 71 Amarius Mims T - 73 Andrew Stueber T - 67 Cordell Volson G Defensive Linemen - 91 Trey Hendrickson DE - 92 B.J. Hill DT - 94 Sam Hubbard DE - 68 McKinnley Jackson DT - 90 Kris Jenkins DT - 52 Cedric Johnson DE - 99 Myles Murphy DE - 58 Joseph Ossai DE - 98 Sheldon Rankins DT - 97 Jay Tufele DT Linebacker - 49 Joe Bachie MLB - 59 Akeem Davis-Gaither OLB - 45 Maema Njongmeta MLB - 57 Germaine Pratt OLB - 55 Logan Wilson OLB Defensive Back - 26 Tycen Anderson FS - 33 Daijahn Anthony S - 27 Jordan Battle SS - 24 Vonn Bell SS - 21 Mike Hilton CB - 38 D.J. Ivey CB - 28 Josh Newton CB - 22 Geno Stone FS - 29 Cam Taylor-Britt CB - 20 D.J. Turner CB Special Team - 48 Cal Adomitis LS - 2 Evan McPherson K - 8 Ryan Rehkow P Lista delle riserve - 83 Erick All TE (IR) - 77 Trent Brown T (IR) - 25 Chris Evans RB (IR) - 23 Daxton Hill CB (IR) - 60 Jaxson Kirkland G (IR) - 31 Zack Moss RB (IR) - 39 Lance Robinson CB (IR) - 96 Cameron Sample DE (IR) - 70 D'Ante Smith T (IR) Squadra di allenamento - 40 Micah Abraham CB - -- Gary Brightwell RB - 41 Nate Brooks CB - 17 Cole Burgess WR - 76 Devin Cochran T - 79 Andrew Coker T - 35 Jalen Davis CB - 85 Cam Grandy TE - 50 Shaka Heyward MLB - 63 Trey Hill C - -- Raymond Jackson DB - 56 Raymond Johnson III DE - 37 PJ Jules SS - 66 Tashawn Manning G - 19 Kendric Pryor WR - 53 Justin Rogers DT - 11 Logan Woodside QB Roster aggiornato al 11 novembre 2024 53 attivi, 9 inattivi, 17 nella squadra di allenamento |
| Legenda - I rookie sono in corsivo. - Il primo ruolo è il principale mentre gli eventuali successivi indicano i ruoli secondari. - (IR) sta per Injured Reserve ed indica la lista ristretta per un solo giocatore infortunato che può tornare ad allenarsi dopo la settimana 6 e a rientrare in prima squadra dopo che questa ha giocato 8 partite. - (NF-Inj.) / (NF-Ill.) stanno rispettivamente per Non-Football Injured e Non-Football Illness ed indicano le liste dove viene inserito un giocatore che ha un infortunio o una malattia non dipendente dal football americano. - (PUP) sta per Physically Unable to Perform ed indica la lista dove viene inserito un giocatore mentre è in attesa di recuperare la condizione fisica. Nella stagione regolare dopo la sesta partita giocata dalla propria squadra, il giocatore ha tempo tre settimane per riprendere ad allenarsi, più tre settimane aggiuntive dal suo rientro agli allenamenti per rientrare in prima squadra. |

## Staff

### Allenatori
| Legenda | Legenda                                                        |
| ------- | -------------------------------------------------------------- |
| PA      | Partite allenate                                               |
| V       | Vittorie                                                       |
| S       | Sconfitte                                                      |
| P       | Pareggio                                                       |
| V%      | Percentuale di vittorie                                        |
|         | Ha trascorso l'intera sua carriera da allenatore con i Bengals |
|         | Eletto nella Pro Football Hall of Fame                         |

Note: Statistiche aggiornate a fine stagione 2022.
| Num.               | Nome          | Stagione/i    | PA                | V                 | S                 | P                 | V%                | PA      | V       | S       | Successi                     | Note |
| Num.               | Nome          | Stagione/i    | Stagione regolare | Stagione regolare | Stagione regolare | Stagione regolare | Stagione regolare | Playoff | Playoff | Playoff | Successi                     | Note |
| ------------------ | ------------- | ------------- | ----------------- | ----------------- | ----------------- | ----------------- | ----------------- | ------- | ------- | ------- | ---------------------------- | ---- |
| Cincinnati Bengals |               |               |                   |                   |                   |                   |                   |         |         |         |                              |      |
| 1                  | Paul Brown    | 1968–1975     | 112               | 55                | 56                | 1                 | .496              | 3       | 0       | 3       |                              |      |
| 2                  | Bill Johnson  | 1976–1978     | 33                | 18                | 15                | 0                 | .545              | —       | —       | —       |                              |      |
| 3                  | Homer Rice    | 1978–1979     | 27                | 8                 | 19                | 0                 | .296              | —       | —       | —       |                              |      |
| 4                  | Forrest Gregg | 1980–1983     | 57                | 32                | 25                | 0                 | .561              | 4       | 2       | 2       |                              |      |
| 5                  | Sam Wyche     | 1984–1991     | 121               | 61                | 66                | 0                 | .480              | 5       | 3       | 2       |                              |      |
| 6                  | Dave Shula    | 1992–1996     | 71                | 19                | 52                | 0                 | .268              | —       | —       | —       |                              |      |
| 7                  | Bruce Coslet  | 1996–2000     | 60                | 21                | 39                | 0                 | .350              | —       | —       | —       |                              |      |
| 8                  | Dick LeBeau   | 2000–2002     | 45                | 12                | 33                | 0                 | .267              | —       | —       | —       |                              |      |
| 9                  | Marvin Lewis  | 2003–2018     | 256               | 131               | 122               | 3                 | .518              | 7       | 0       | 7       | NFL Coach of the year (2009) |      |
| 10                 | Zac Taylor    | 2019–presente | 65                | 28                | 36                | 1                 | .438              | 7       | 5       | 2       |                              |      |

### Staff attuale
| Staff dei Cincinnati Bengals |
| --- |
| Organi dirigenziali - Proprietario/presidente – Mike Brown - Vice presidente esecutivo – Katie Blackburn - Vice presidente – Troy Blackburn - Vice presidente del personale dei giocatori – Paul Brown Jr. - Direttore del personale dei giocatori – Duke Tobin - Dirigente del personale senior – Trey Brown - Direttore degli osservatori del college – Mike Potts - Direttore degli osservatori dei professionisti – Steven Radicivec Capo allenatore - Zac Taylor - Assistente c.a./coordinatore special team – Darrin Simmons Altri allenatori - Preparatore atletico – Joey Boese - Assistente p.a. – Todd Hunt - Assistente p.a. – Garrett Swanson Allenatori dell'attacco - Coordinatore offensivo – Dan Pitcher - Coordinatore del gioco sui passaggi – Justin Rascati - Quarterback – Brad Kragthorpe - Assistente quarterback – Fredi Knighten - Running back – Justin Hill - Wide receiver – Troy Walters - Assistente wide receiver – Jordan Salkin - Tight end – James Casey - Offensive line – Scott Peters - Assistente offensive line – Michael McCarthy Allenatori della difesa - Coordinatore difensivo – Al Golden - Defensive line/coordinatore del gioco sulle corse – Jerry Montgomery - Linebacker – Michael Hodges - Secondaria/cornerback – Charles Burks - Secondaria/safety – Jordan Kovacs - Assistente difensivo senior – Sean Desai - Assistente difesa – Ronnie Regula Allenatori dello special team - Assistente special team – Ben Jacobs |